# Politik der freien Hand
Als Politik der freien Hand wird metaphorisch eine Außenpolitik verstanden, bei der ein Staat auf Bündnisse verzichtet, um bei seinem eigenen Handeln keine Rücksicht auf die Interessen seiner Alliierten nehmen zu müssen.
Ein vielzitiertes historisches Beispiel für eine Politik der freien Hand ist im Deutschen Kaiserreich nach der Entlassung Otto von Bismarcks (1890) zu finden. Von der Annahme ausgehend, die Großmächte Großbritannien und Russland befänden sich in einem unüberbrückbaren Gegensatz, glaubten Bismarcks Nachfolger im Amt des Reichskanzlers, auf die als hemmend wahrgenommene Bündnispolitik Bismarcks verzichten zu können. Die Bündnisse hatte Bismarck zur außenpolitischen Sicherung des Reiches vor Frankreich und Russland wegen der Gefahr eines äußerst gefährlichen Zweifrontenkriegs aufgebaut.
Die nun mit stark reduzierten Bündnisrücksichten betriebene deutsche Außenpolitik brüskierte die anderen europäischen Mächte, die entsprechend reagierten. Im Jahre 1894 wurde der französisch-russische Vertrag (Zweiverband) abgeschlossen und 1904 die Entente zwischen Großbritannien und Frankreich begründet. Es folgte 1907 ein Abkommen zwischen Russland und Frankreich und 1908 schließlich die Triple Entente, in der Russland, England und Frankreich involviert waren.
Diese Entwicklungen zeigten, dass die Grundannahme unüberbrückbarer Gegensätze zwischen Großbritannien und Russland falsch gewesen war. Im Ergebnis hatte die „Politik der freien Hand“ das Deutsche Reich außenpolitisch mit Ausnahme Österreich-Ungarns isoliert. Der von Bismarck im Kissinger Diktat befürchtete „Alptraum der Koalitionen“ war Wirklichkeit geworden.
Da die außenpolitischen Spielräume der deutschen Politik gegen Ende der Ära Bismarck bereits durch eine Reihe zumindest latenter Konflikte mit Großbritannien und Russland eingeengt waren, führte die Politik der freien Hand nur zu einem vergleichsweise kleinen kolonialen Gebietsgewinn bei den deutschen Schutzgebieten in der Südsee.